# 鵜澤飛羽
鵜澤 飛羽（うざわ とわ、2002年11月25日 -）は、日本の短距離走選手。200メートル競走を専門としている。
宮城県出身。宮城県築館高等学校、筑波大学を経て日本航空所属。
2023年にアジア陸上競技選手権大会と日本陸上競技選手権大会で優勝した。同年、世界選手権にも出場し、準決勝に進出した。
2024年にはオリンピックに出場し、準決勝に進出した。
2025年にはアジア陸上競技選手権大会に出場し、20秒12の自己ベストで2連覇を達成した。